# Zwei Schulen unter einem Dach
Der Begriff Zwei Schulen unter einem Dach bezieht sich auf Schulen in Bosnien und Herzegowina. Kinder und Jugendliche aus zwei ethnischen Gruppen, denen der Bosniaken und der Kroaten, besuchen den Unterricht im selben Gebäude, sind jedoch physisch voneinander getrennt unter dem Vorwand, verschiedene Sprachen zu sprechen, und lernen nach unterschiedlichen Lehrplänen, oft auch zu unterschiedlichen Tageszeiten. In der Föderation Bosnien und Herzegowina gibt es knapp über 50 solcher Schulen.
Die ethnische Segregation ist eine Folge des Bosnienkrieges (1992–1995).